# Pancorius changricus
Pancorius changricus là một loài nhện trong họ Salticidae.
Loài này thuộc chi Pancorius. Pancorius changricus được Marek Żabka miêu tả năm 1990.